# Mario Mannucci (calciatore)
Mario Mannucci (Empoli, 12 luglio 1906 – Roma, 12 ottobre 1959) è stato un calciatore italiano, di ruolo centrocampista.

## Carriera
Ha giocato 7 partite in massima serie con la maglia del Livorno. Successivamente militò nella Solvay.